# 惠靈 (印地安納州卡洛爾縣)
惠靈（英語：Wheeling）是位於美國印地安納州卡洛爾縣的一個非建制地區。該地的面積和人口皆未知。

## 地理
惠靈的座標為40°33′56″N 86°23′30″W / 40.56556°N 86.39167°W，而該地的平均海拔高度為226米（即741英尺）。